# Dai Bingguo

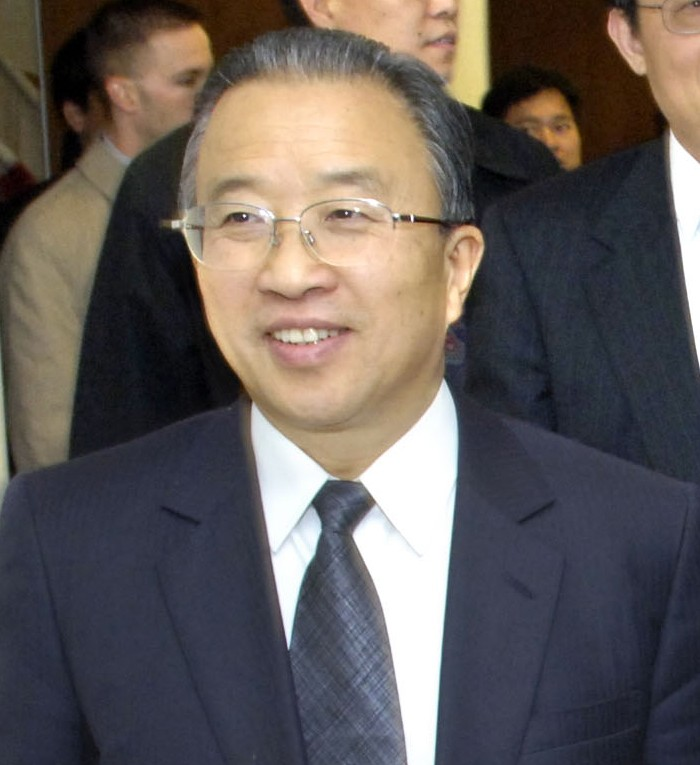
Dai Bingguo (8. Dezember 2005)

Dai Bingguo (chinesisch 戴秉国, Pinyin Dài Bǐngguó; * März 1941 in Yinjiang, Guizhou) ist ein Diplomat der Volksrepublik China und Politiker der Kommunistischen Partei Chinas (KPCh), der zwischen 1989 und 1991 Botschafter in Ungarn sowie von 1993 bis 1995 Vize-Außenminister war. Er war zwischen 2008 und 2003 Staatsrat im Staatsrat der Volksrepublik China und ist seit 2013 Vorsitzender der Jinan-Universität in Guangzhou.

## Leben
Dai Bingguo, der zur nationalen Minderheit der Tujia gehört, begann 1964 ein Studium an der Fremdsprachlichen Abteilung der Sichuan-Universität, das er 1964 abschloss. Ein darauf folgendes Studium an der Hochschule für Auswärtige Angelegenheiten in Peking schloss er 1965 ab und trat in den auswärtigen Dienst ein. Zunächst war er zwischen 1965 und 1969 Mitarbeiter der Abteilung Sowjetunion und Osteuropa des Außenministeriums und im Anschluss von 1969 bis 1973 Attaché an der Botschaft in der Sowjetunion und wurde nach seiner Rückkehr 1973 Mitglied der Kommunistischen Partei Chinas (KPCh). Nah zwischen 1973 und 1985 erst stellvertretender Referatsleiter sowie zuletzt Referatsleiter in der Abteilung Sowjetunion und Osteuropa des Außenministeriums. Nachdem er von 1985 bis 1986 stellvertretender Generaldirektor war, fungierte er zwischen 1986 und 1989 als Generaldirektor der Abteilung Sowjetunion und Osteuropa des Außenministeriums. In diesen Funktionen nahm er in den 1980er Jahren an den Verhandlungen zur Normalisierung der chinesisch-sowjetischen Beziehungen sowie zur Beilegung von Grenzstreitigkeiten teil.
Im November 1989 löste Dai Zhu Ankang als Botschafter in Ungarn ab und verblieb auf diesem Posten bis Februar 1991, woraufhin Chen Zhiliu im Mai 1991 seine dortige Nachfolge antrat. Nachdem er zwischen 1991 und Dezember 1993 erst Assistierender Außenminister war, fungierte er von Januar 1994 bis Juli 1995 als Vize-Außenminister und war in dieser Funktion verantwortlich für die Abteilungen Osteuropa und Zentralasien, Öffentlichkeitsarbeit und Politische Forschung. Im Juli 1995 wechselte er in den Parteiapparat und war zunächst stellvertretender Leiter sowie im Anschluss als Nachfolger von Li Shuzheng zwischen 1997 und seiner Ablösung durch Wang Jiarui 2003 Leiter der ZK-Abteilung für Internationale Beziehungen. Auf dem XV. Parteitag (12.–19. September 1997) wurde erstmals zum Mitglied des Zentralkomitee der Kommunistischen Partei Chinas gewählt und gehörte diesem nach seinen Wiederwahlen auf dem  XVI. Parteitag (8.–14. November 2002) sowie auf dem XVII. Parteitag (15.–21. Oktober 2007) bis zum 8. November 2012 an.
Dai Bingguo war zwischen 2003 und 2007 abermals Vize-Außenminister und Sekretär des Parteikomitees des Außenministeriums. Als Nachfolger von Liu Huaqiu wurde er im April 2005 sowohl Generalsekretär des Außenpolitischen Führungsgruppe, einem supraministeriellen politischen Beratungsgremium der KPCh für Außenpolitik, als auch Generalsekretär der Zentralen Führungsgruppe für Angelegenheiten, und bekleidete diese beiden Funktionen bis zu seiner Ablösung durch Yang Jiechi im März 2013. In dieser Funktion wurde er 2008 zudem Staatsrat für Außenpolitik im Staatsrat der Volksrepublik China und wurde auch in dieser Funktion 2013 von Yang Jiechi abgelöst. Er vertrat die Volksrepublik China in der Gruppe der G5-Schwellenländer beim G8-Gipfel in L’Aquila 2009. Er selbst ist seit 2013 Vorsitzender der Jinan-Universität in Guangzhou.
Dai ist ein Schwiegersohn des Diplomaten Huang Zhen, der ebenfalls mehrfach Botschafter sowie zwischen 1961 und 1964 Vize-Außenminister war.